# Ceresium coronarium
Ceresium coronarium là một loài bọ cánh cứng trong họ Cerambycidae.